# 池上司
池上 司（いけがみ つかさ、1959年5月19日 - 2020年2月14日）は、日本の小説家。

## 経歴
東京都出身。明治大学文学部卒。小説家・脚本家の池宮彰一郎（本名：池上金男）は実父である。
広告代理店などの勤務を経て、父・池宮彰一郎の秘書を務めた。1996年に小説『雷撃深度一九・五』で作家デビュー。戦争冒険小説、軍事サスペンスを得意とした。
2020年2月14日、埼玉県さいたま市桜区内で小型オートバイを運転中、トラックと衝突する交通事故に遭い、搬送先の病院で死亡が確認された。60歳没。

## 主要作品

### 小説
- 雷撃深度一九・五
  - 単行本 新潮社 1996年7月 ISBN 978-4104127016
  - 文庫本 文藝春秋 2001年1月 ISBN 978-4167206024
    - 作者のデビュー作。太平洋戦争末期、帝国海軍イ58潜水艦による米国海軍重巡洋艦インディアナポリスの撃沈の史実を元にした軍事フィクション。2009年公開の映画・『真夏のオリオン』の原作である。
- 八月十五日の開戦
  - 単行本 角川書店 2000年5月 ISBN 978-4048732260
  - 文庫本 角川書店 2004年7月 ISBN 978-4043757015
    - 1945年8月15日の終戦後、千島列島の占領を開始した赤軍に対抗した日本軍将兵の戦いを描く。
- 真珠湾―十二月八日の終戦
  - 単行本 角川書店 2002年2月 ISBN 978-4048733526
  - 文庫本 角川書店 2004年11月 ISBN 978-4043757022
    - 1941年12月8日の太平洋戦争開戦前夜の海軍内の人間模様を描く。
- 無音潜航
  - 単行本 角川書店 2004年11月 ISBN 978-4048735674
  - 文庫本 角川書店 2007年1月 ISBN 978-4043757039
    - 北朝鮮の核問題をめぐる緊張の中、黄海にて海上自衛隊の潜水艦さちしおは謎の敵からの執拗な攻撃を受ける……。
- ミッドウェイの刺客
  - 単行本 文藝春秋 2005年7月 ISBN 978-4163241302
  - 文庫本 文藝春秋 2007年7月 ISBN 978-4167206031
    - 1942年6月帝国海軍イ168潜水艦による米国海軍空母ヨークタウンの撃沈の史実を元にした軍事フィクション。
- ゲーム・メーカー
  - 単行本 KADOKAWA 2018年6月 ISBN 978-4041044636

## メディア化

### 映画
- 2009年 - 『真夏のオリオン』（東宝、出演：玉木宏・北川景子、監督：篠原哲雄、監修・脚色：福井晴敏、原作：『雷撃深度一九・五』）

### 漫画
- イ-58浮上せり
  - 集英社 2002年11月 ISBN 978-4834231779
    - 画・柴山薫による『雷撃深度一九・五』の漫画化作品。